# Międzynarodowe Stowarzyszenie Nadzorów Ubezpieczeniowych
Międzynarodowe Stowarzyszenie Nadzorów Ubezpieczeniowych (ang. International Association of Insurance Supervisors, w skrócie IAIS) – powstało w 1994 roku, rozwija współpracę pomiędzy instytucjami nadzorującymi sektor ubezpieczeniowy i finansowy. Do głównych zadań należy opracowywanie standardów w dziedzinie nadzoru ubezpieczeniowego, ich implementacja oraz wspieranie rozwoju rynków ubezpieczeń krajów członkowskich. Zrzesza organy nadzoru ubezpieczeniowego z ponad 130 krajów oraz szereg podmiotów międzynarodowych (m.in. OECD, Bank Światowy, Międzynarodowy Fundusz Walutowy).
Ponadto w pracach stowarzyszenia partycypuje ponad 120 podmiotów mających status obserwatora.
Statut stowarzyszenia wyróżnia następujące organy:
- Walne zgromadzenie członków stowarzyszenia,
- Komitet Wykonawczy, wraz z podległymi mu komitetami i podkomitetami,
- Sekretariat, zajmujący się obsługą stowarzyszenia.

Komitet Wykonawczy reprezentuje stowarzyszenie i kieruje jego działalnością. Pod jego egidą działa szereg komitetów i podkomitetów, m.in.:
- Komitet Techniczny – odpowiedzialny za rozwijanie standardów nadzoru ubezpieczeniowego,
- Komitet Implementacyjny – odpowiedzialny za wdrażanie standardów opracowanych przez stowarzyszenie,
- Komitet Budżetowy,
- Komitet Stabilności Finansowej.

Polski organ nadzoru, Komisja Nadzoru Finansowego, uczestniczy w pracach Komitetu Technicznego (w szczególności Podkomitetu ds. Grup Ubezpieczeniowych i Kwestii Międzysektorowych) oraz Komitetu Implementacyjnego.